# Villanueva de Algaidas
Villanueva de Algaidas er en by og kommune i det sydlige Spanien i provinsen Málaga. Den har et indbyggertal på 4.075 (2024) indbyggere.